# Tropidophorus partelloi
Tropidophorus partelloi är en ödleart som beskrevs av  Leonhard Hess Stejneger 1910. Tropidophorus partelloi ingår i släktet Tropidophorus och familjen skinkar. IUCN kategoriserar arten globalt som livskraftig. Inga underarter finns listade i Catalogue of Life.